# 林玭
林玭（1434年—1506年），字廷珍，号云室，福建福州府侯官县洪塘人，明朝政治人物。

## 生平
十九歲中景泰四年（1453年）癸酉科福建乡试舉人。天顺七年，会试居第三名，为《易经》经魁。天顺八年（1464年），殿试登甲申科進士，观政户部。同年秋，以亲老归养。之后起用，担任南京刑部山西司主事，加承德郎，历任刑部广东司署员外郎，二十三年升浙江按察司佥事、奉勑提督银场。弘治四年（1491年）五月升云南按察司副使，十二年致仕。家居八年卒，年七十三。

## 家族
高祖林比，元时爲某衙门鎭抚，红巾之乱，抗敌而死，举家就戮。遗曾祖林阳，文身避获全生。祖某，茕茕自立，故居在城西关。至是始迁云程。考林秀，号质斋。母周氏，生七子。弟林瑭，登进士第，爲御史，提学南畿。次弟林玠，与侄某俱乡贡进士第。孙林文瓒，亦继登第。
子四人：长子林文明，薛氏出。次子林文中，朱氏出；次林文英、文昻，侧室王氏出。